# 峰麿
峰麿（みねまる、生没年不詳）とは、江戸時代の浮世絵師。

## 来歴
喜多川歌麿の門人。作画期は文化の頃とされ、作に美人画が知られる。

## 作品
- 「青楼仁和嘉　名響花道中」　間判錦絵3枚続
- 「青楼仁和嘉全盛遊」　大判錦絵
- 「新吉原女芸者の部」　大判錦絵
- 「雪を掃く美人」